# Blies-Guersviller
Blies-Guersviller – miejscowość i gmina we Francji, w regionie Grand Est, w departamencie Mozela.
Według danych na rok 1990 gminę zamieszkiwało 628 osób, a gęstość zaludnienia wynosiła 174 osób/km² (wśród 2335 gmin Lotaryngii Blies-Guersviller plasuje się na 524. miejscu pod względem liczby ludności, natomiast pod względem powierzchni na miejscu 1127.).